# Pasquale Nerino Ferri

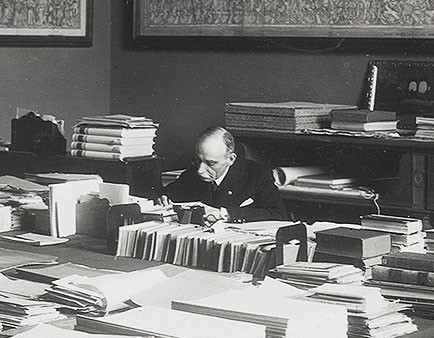
Pasquale Nerino Ferri nella Sala del Direttore del Gabinetto dei Disegni e delle Stampe degli Uffizi

Pasquale Nerino Ferri (Fermo, 1851 – Firenze, 1917) è stato uno storico dell'arte italiano, curatore del Gabinetto Disegni e Stampe degli Uffizi.

## Biografia
Nel 1871 entrò ventenne in Galleria all'epoca del direttore Carlo Pini e dal 1878, sovrintese per il Ministero della Pubblica Istruzione a un immane lavoro di inventariazione delle collezioni del GDSU (circa 120.000 pezzi), che lo occupò per oltre quarant'anni. Per l'occasione fu creato, di fatto, primo direttore dell'Istituto.
Nel suo inventario curò anche una catalogazione descrittiva dei disegni e delle stampe divisi per categoria, compilando uno schedario manoscritto (oggi consultabile online all'interno del progetto Euploos), che arrivò a contare, nel 1913, oltre 90.000 opere. Diede inoltre alle stampe il Catalogo riassuntivo della raccolta di disegni antichi e moderni posseduta dalla R. Galleria degli Uffizi di Firenze del 1890, del quale esiste una copia, conservata al Gabinetto Disegni e Stampe, che fu postillata da Ferri fino al 1897, aggiornandola ai mutamenti nella riflessione critica sulle opere.